# Blood Feast 2
Blood Feast 2 è un film del 2002 diretto da Herschell Gordon Lewis.
Si tratta del sequel film cult Blood Feast, diretto dallo stesso regista nel 1963.

## Trama
Fuad Ramses III, nipote di Fuad Ramses, che negli anni sessanta uccise molte ragazze per sacrificarle alla dea egizia Ishtar, riapre il servizio di catering del nonno per condurre una vita tranquilla. Nel negozio, però, è rimasta la statua di Isthar, la quale si impossessa di Fuad Rames III e lo costringe a continuare l'opera di sacrificio iniziata dal nonno anni prima.
Quando la signora Lampley assume Fuad per occuparsi del catering per il ricevimento nuziale della figlia Tiffani, l'uomo decide di approfittare della cosa per portare a compimento i suoi piani e trasformare il banchetto nuziale in un pranzetto a base di carne umana. Una dopo l'altra, le damigelle d'onore della sposa iniziano a sparire nel nulla, diventando cibo cucinato e venduto nel ristorante di Fuad.
Due poliziotti, il detective Myers e il detective Loomis, indagano sugli omicidi mentre l'intera. Dopo una lunga indagine, il detective Loomis scopre che Fuad è posseduto dalla statua della dea egizia, così come era successo in passato al nonno.
Myers, il quale durante un interrogatorio a Fuad ha visto la statua, informa il collega ed entrambi si precipitano nel negozio di Fuad per fermarlo. Myers e Loomis giungono appena in tempo e uccidono Fuad prima che egli possa uccidere la signora Lampley come vittima sacrificale alla dea Ishtar.
Myers viene posseduto dalla dea egizia e tenta di uccidere Loomis. Loomis tenta di liberare il collega dalla possessione distruggendo la statua, ma questa cadendo travolge e uccide il detective Myers.

## Produzione
Trent'anni dopo il suo ultimo film, Herschell Gordon Lewis, che nel frattempo aveva abbandonato il cinema per diventare un uomo d'affari di successo, torna alla regia e si cimenta con il sequel del suo primo film, il cult Blood Feast.
Il produttore Friedman ed il regista Lewis tornano insieme partorendo questo film che celebra i fasti del loro passato e cerca di guadagnare sfruttando la vasta schiera di fan in attesa di tale evento. Lo splatter è dosato in abbondanza e l'ironia sfocia nella demenzialità pura, senza remore. Certo, i tempi sono cambiati e di acqua sotto i ponti ne è passata parecchia... e così, Lewis si adatta a nuovi canoni del cinema usando steadycam, montaggio curato, attori più o meno decorosi e ragazze siliconate. Il risultato è una specie di splatter porno semi-demenziale, capace di deludere anche i più sfegattati fans del regista.

## Distribuzione
Completato un anno prima della sua uscita, Blood Feast 2 ha avuto diversi problemi a trovare un distributore.

## Critica
Il film si è rivelato un fiasco e lo stesso Lewis non va particolarmente fiero di questo film, infatti ha più volte ribadito che lui è stato il semplice esecutore di un progetto altrui e che il risultato finale non è stato quello sperato.
Nonostante ciò il sito Allmovie ha dato al film una recensione positiva.

## Curiosità
- I nomi dei due detective protagonisti (Loomis e Myers) sono un omaggio al film Halloween - La notte delle streghe.
- Nel film fa un cameo il re del trash americano John Waters, un fan dei film di Lewis.[4]
- La versione uscita in DVD negli Stati Uniti è la versione director's cut con 7 minuti di scene inedite.
- In Italia il film è uscito direttamente in DVD nel 2005.